# Sambopinggir
Sambopinggir is een bestuurslaag in het regentschap Lamongan van de provincie Oost-Java, Indonesië. Sambopinggir telt 2104 inwoners (volkstelling 2010).